# خايمي سانتوس
خايمي سانتوس (بالإسبانية: Jaime Santos)‏ هو لاعب كرة قدم إسباني، ولد في 27 أبريل 1995 في أوفييدو في إسبانيا. لعب مع نادي إيست بنغال.

## وصلات خارجية
- خايمي سانتوس على موقع قاعدة بيانات كرة القدم.إي يو (الإنجليزية)
- خايمي سانتوس على موقع Soccerway.com (الإنجليزية)